# Le Fraysse

Le Fraysse este o comună în departamentul Tarn din sudul Franței. În 2009 avea o populație de 387 de locuitori.

## Evoluția populației
| An        | 1975 | 1982 | 1990 | 1999 | 2006 | 2009 |
| --------- | ---- | ---- | ---- | ---- | ---- | ---- |
| Populație | 449  | 417  | 393  | 372  | 391  | 387  |